# Skrotslaget
Skrotslaget, var en TV-serie sänd i Sveriges Television med premiär 15 augusti 2005, inspirerad av den ursprungligen brittiska serien Scrapheap Challenge. Programmet gick ut på att två lag skulle bygga varsin maskin av skrot och sedan tävla med dessa mot varandra. Ola Lindholm var programledare tillsammans med Agneta Engström. Peter Settman var producent.